# Пенсакольский маяк
Пенсакольский маяк (англ. Pensacola Light) — маяк в бухте Пенсакола, штат Флорида, США. Это третья версия того, что изначально было плавучим маяком, Aurora Borealis, и остаётся средством навигации.

## История
Первым маяком Пенсаколы был плавучий маяк Aurora Borealis. Он был перенесён в Пенсаколу в 1823 году со своего предыдущего поста из устья реки Миссисипи после того, как там был построен стационарный маяк. Из-за частых волнений на море маяк пришлось поставить на якорь у входа в бухту, за островом Санта-Роза, и его нельзя было надёжно увидеть с кораблей за пределами бухты.

### Башня
В 1825 году была построена башня высотой 12 метров (40 футов) на холме высотой 12 м (40 футов) у южного входа в бухту Пенсакола. Этот маяк также был частично закрыт деревьями рядом с башней и на острове Санта-Роза. В 1858 году с северной стороны входа в бухту была построена новая башня, начавшая работу 1 января 1859 года. Нынешняя башня имеет высоту 46 м (150 футов) в высоту, и расположена на холме высотой 12 м (40 футов), на территории военно-морской авиабазы Пенсакола, на высоте 58 метров (190 футов) над уровнем моря.

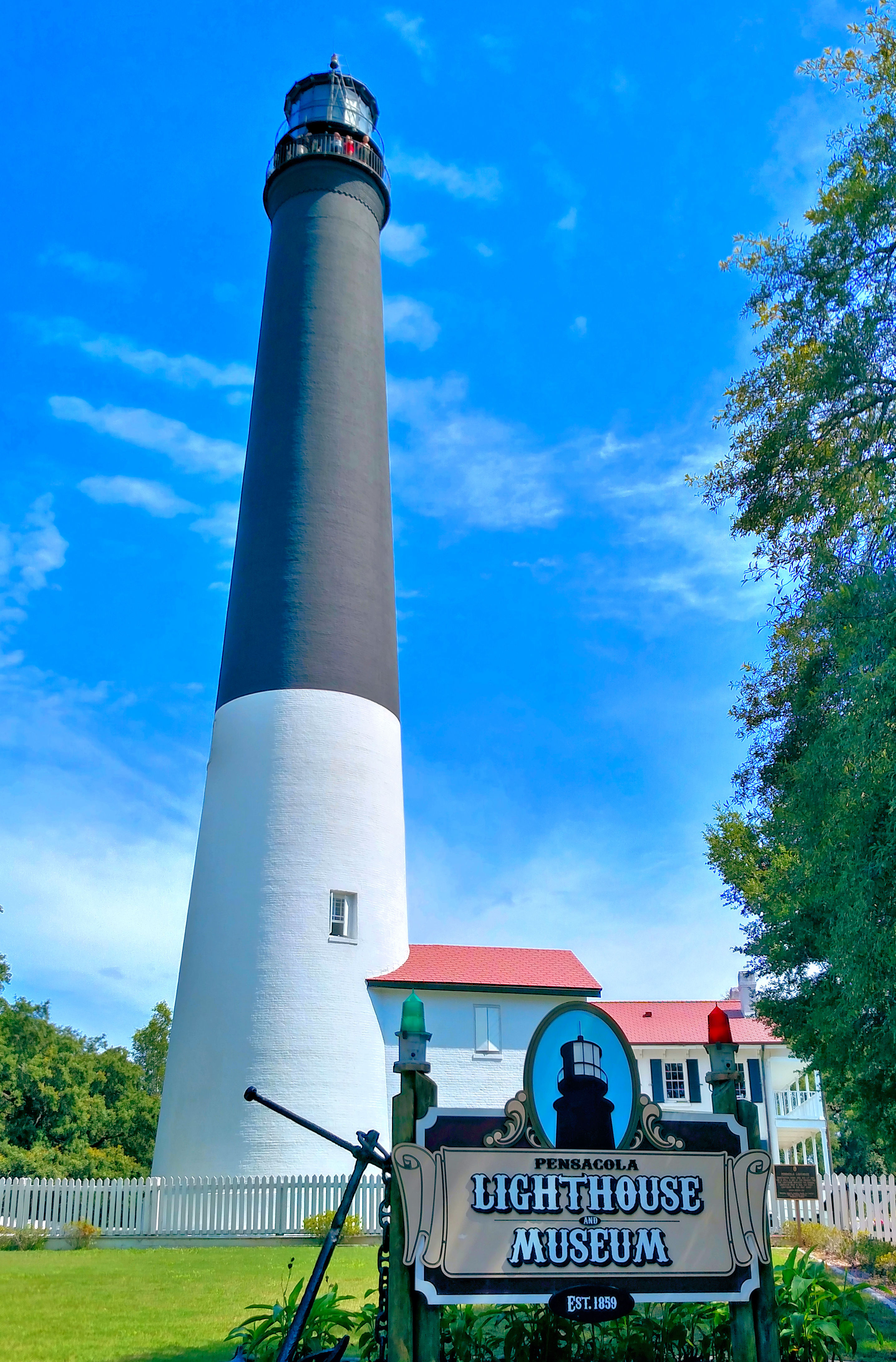
Нынешний маяк Пенсаколы

Новое расположение позволило башне служить задним фонарём, обозначающим проход через бар Пенсакола. Мало что известно о первом переднем дальнем свете. В 1879 году был установлен новый передний маяк высотой 137 м (448 футов) к юго-востоку от фонарной башни. Этот фонарь, известный как барный маяк Пенсаколы, представлял собой квадратную пирамидальную деревянную башню высотой 7,9 м (26 футов), на возвышении 8,8 м (29 футов) над уровнем моря, так что свет был на высоте 17 м (55 футов) над водой. У него была линза Френеля шестого порядка[какая?], и он излучал фиксированный белый свет, видимый на расстоянии 18 км (11 миль). Барный маяк Пенсаколы был выведен из эксплуатации и снесён где-то в начале 1900-х годов.
В начале Гражданской войны Пенсакола находилась под контролем сил Конфедерации, в то время как Форт Пикенс, расположенный через залив, оставался в руках Союза. Власти Конфедерации сняли линзу с маяка, и большая часть запасов маяка была реквизирована для военных нужд. В ноябре 1861 года в результате артиллерийской дуэли двух воюющих сторон башня маяка была повреждена.
Позже силы Конфедерации эвакуировались из Пенсаколы и вместо них пришли силы Союза. В 1863 году свет Пенсаколы был повторно зажжён с использованием линзы Френеля четвёртого порядка. В 1869 году в башне была установлена новая линза первого порядка. Во время Гражданской войны башня была полностью белой. Позже верхние две трети башни покрасили в чёрный цвет. Электричество было подведено к маяку в 1939 году, что избавило от необходимости заводить часовой механизм вращения света каждые 4,5 часа. Свет был автоматизирован в 1965 году. Башня маяка и связанные с ней постройки внесены в Национальный реестр исторических мест США в 1974 году

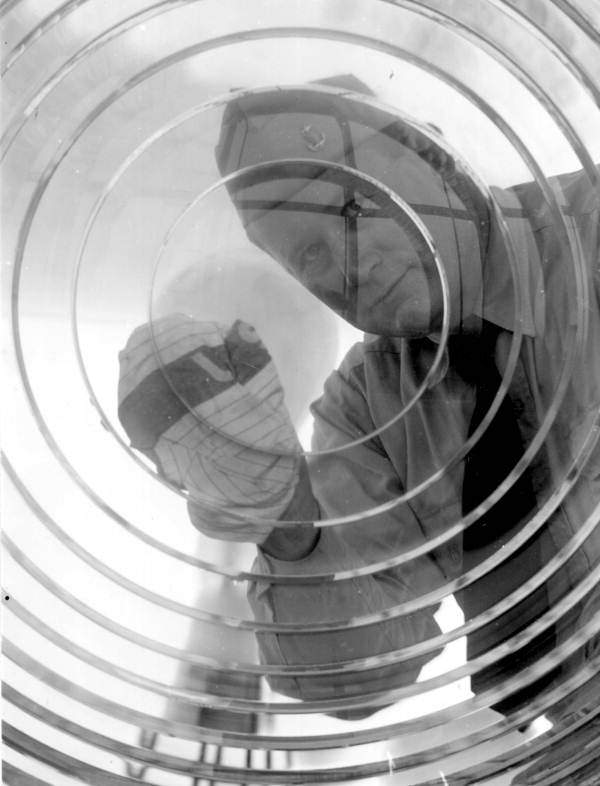
Смотритель маяка чистит линзу маяка, 1960 год.

В 1989 году маяк и помещения смотрителя были перечислены в «Путеводителе по исторической архитектуре Флориды», опубликованном издательством University of Florida Press.

## Сегодняшний день
Маяк Пенсаколы остается активным помощником в навигации. 17-я флотилия Вспомогательных сил Береговой охраны США проводила экскурсии по маяку, но они были прекращены в 2007 году. С 2009 года маяк вновь открылся для общественных экскурсий, а с начала 2011 года он открыт 7 дней в неделю. Техническое обслуживание и экскурсии в настоящее время проводятся организацией Pensacola Lighthouse Association. В помещении смотрителя 1869 года, примыкающем к башне маяка, находится музей и сувенирный магазин, также находящиеся в ведении Pensacola Lighthouse Association. Ассоциация является некоммерческой организацией (в соответствии с разделом 501 (c) 3 Кодекса США) с небольшим штатом сотрудников и большим количеством волонтёров.